# Eliseu
Eliseu Pereira dos Santos (Angra do Heroísmo, 1 oktober 1983) – voetbalnaam Eliseu – is een Portugees voetballer die zowel als linksback of als linkermiddenvelder kan spelen. Hij verruilde in juli 2014 Málaga CF voor SL Benfica. Eliseu debuteerde in 2009 in het Portugees voetbalelftal.

## Clubcarrière
Eliseu maakte zijn debuut in het betaald voetbal in 2002 bij Belenenses. In juli 2005 werd hij voor een jaar uitgeleend aan Varzim SC. Twee jaar later tekende hij als transfervrije speler bij het Spaanse Málaga CF. In zijn eerste periode bij de Andalusiërs maakte de Portugees 10 doelpunten in 73 wedstrijden. Op 25 juni 2009 tekende hij bij het Italiaanse SS Lazio. Daar kon Eliseu echter niet aarden, waarop hij in januari 2010 werd uitgeleend aan Real Zaragoza. Zes maanden later verkocht SS Lazio hem aan Málaga CF voor een bedrag van 2 miljoen euro. Op 3 oktober 2012 maakte hij twee doelpunten tegen RSC Anderlecht in de groepsfase van de Champions League. Op 9 april 2013 scoorde Eliseu in de terugwedstrijd in de kwartfinale van de Champions League tegen het Duitse Borussia Dortmund zeven minuten voor tijd de 1–2 voor Málaga CF. De Duitsers moesten met die stand nog twee keer scoren om nog door te gaan, wat hen ook lukte. In de extra tijd bezorgden Marco Reus en Felipe Santana de thuisploeg de overwinning. Málaga was uitgeschakeld, Dortmund ging door. Na zijn overstap in juli 2014 van Spanje naar de Portugese club SL Benfica won Eliseu in zijn eerste twee seizoenen tweemaal de landstitel, eenmaal het bekertoernooi en eenmaal de nationale supercup.

## Interlandcarrière
Eliseu werd voor het eerst opgeroepen voor Portugal voor een vriendschappelijke interland op 11 februari 2009 tegen Finland. Hij bleef echter 90 minuten op de bank. Op 10 juni 2009 maakte hij uiteindelijk zijn debuut tegen Estland. Hij zat niet in de selectie voor het WK 2010 in Zuid-Afrika, maar zat wel in de reservelijst, die uit zes spelers bestond. Eliseu maakte zijn eerste doelpunt voor Portugal op 7 oktober 2011 in een WK-kwalificatiewedstrijd tegen IJsland. In die wedstrijd speelde hij als linksachter, een positie die hij gedurende zijn carrière al regelmatig moest bekleden. Bondscoach Fernando Santos nam Eliseu op 17 mei 2016 op in de Portugese selectie voor het Europees kampioenschap voetbal 2016 in Frankrijk. Zijn landgenoten en hij wonnen hier voor het eerst in de geschiedenis van Portugal een groot landentoernooi. Een doelpunt van Éder in de verlenging besliste de finale tegen Frankrijk: 1–0. Eliseu nam in juni 2017 met Portugal deel aan de FIFA Confederations Cup 2017, waar de derde plaats werd bereikt. Portugal won in de troostfinale van Mexico (2–1 na verlenging).

## Erelijst
| Competitie                    |            |                  |            |            |
| Competitie                    | Aantal     | Jaren            |            |            |
| Lazio Roma                    | Lazio Roma | Lazio Roma       | Lazio Roma | Lazio Roma |
| ----------------------------- | ---------- | ---------------- | ---------- | ---------- |
| Supercoppa                    | 1x         | 2009             |            |            |
| Benfica                       |            |                  |            |            |
| Kampioen Primeira Liga        | 2x         | 2014/15, 2015/16 |            |            |
| Taça da Liga                  | 2x         | 2014/15, 2015/16 |            |            |
| Supertaça Cândido de Oliveira | 1x         | 2014             |            |            |
| Portugal                      |            |                  |            |            |
| Europees kampioen             | 1x         | 2016             |            |            |

1 Trubin ·
3 Carreras ·
4 Silva ·
6 Bah ·
7 Amdouni ·
8 Aursnes ·
9 Cabral ·
10 Kökçü ·
11 Di María ·
14 Pavlidis ·
16 Neto ·
17 Aktürkoğlu ·
18 Barreiro ·
20 Mário ·
21 Schjelderup ·
23 Meïté ·
24 Soares ·
25 Prestianni ·
28 Kaboré ·
30 Otamendi ·
32 Benjamín Rollheiser ·
36 Leonardo ·
37 Beste ·
44 Araújo ·
47 Gouveia ·
61 Luís ·
81 Bajrami ·
84 Rêgo ·
85 Sanches ·
Coach: Lage
1 Patrício ·
2 Alves ·
3 Pepe ·
4 Fonte ·
5 Guerreiro ·
6 Ricardo Carvalho ·
7 Ronaldo  ·
8 Moutinho ·
9 Éder ·
10 João Mário ·
11 Vieirinha ·
12 Lopes ·
13 Danilo ·
14 William Carvalho ·
15 Gomes ·
16 Sanches ·
17 Nani ·
18 Rafa ·
19 Eliseu ·
20 Quaresma ·
21 Cédric ·
22 Eduardo Carvalho ·
23 Adrien ·
Coach: Santos
1 Patrício ·
2 Alves ·
3 Pepe ·
4 Neto ·
5 Guerreiro ·
6 Fonte ·
7 Ronaldo  ·
8 Moutinho ·
9 A. Silva ·
10 B. Silva ·
11 Semedo ·
12 Sá ·
13 Danilo ·
14 Carvalho ·
15 Gomes ·
16 Pizzi ·
17 Nani ·
18 Gelson ·
19 Eliseu ·
20 Quaresma ·
21 Cédric ·
22 Beto ·
23 Adrien ·
Coach: Santos